# Echinarachnius parma
Echinarachnius parma är en sjöborreart som först beskrevs av Jean-Baptiste Lamarck 1816.  Echinarachnius parma ingår i släktet Echinarachnius och familjen Echinarachniidae. Inga underarter finns listade i Catalogue of Life.

## Bildgalleri

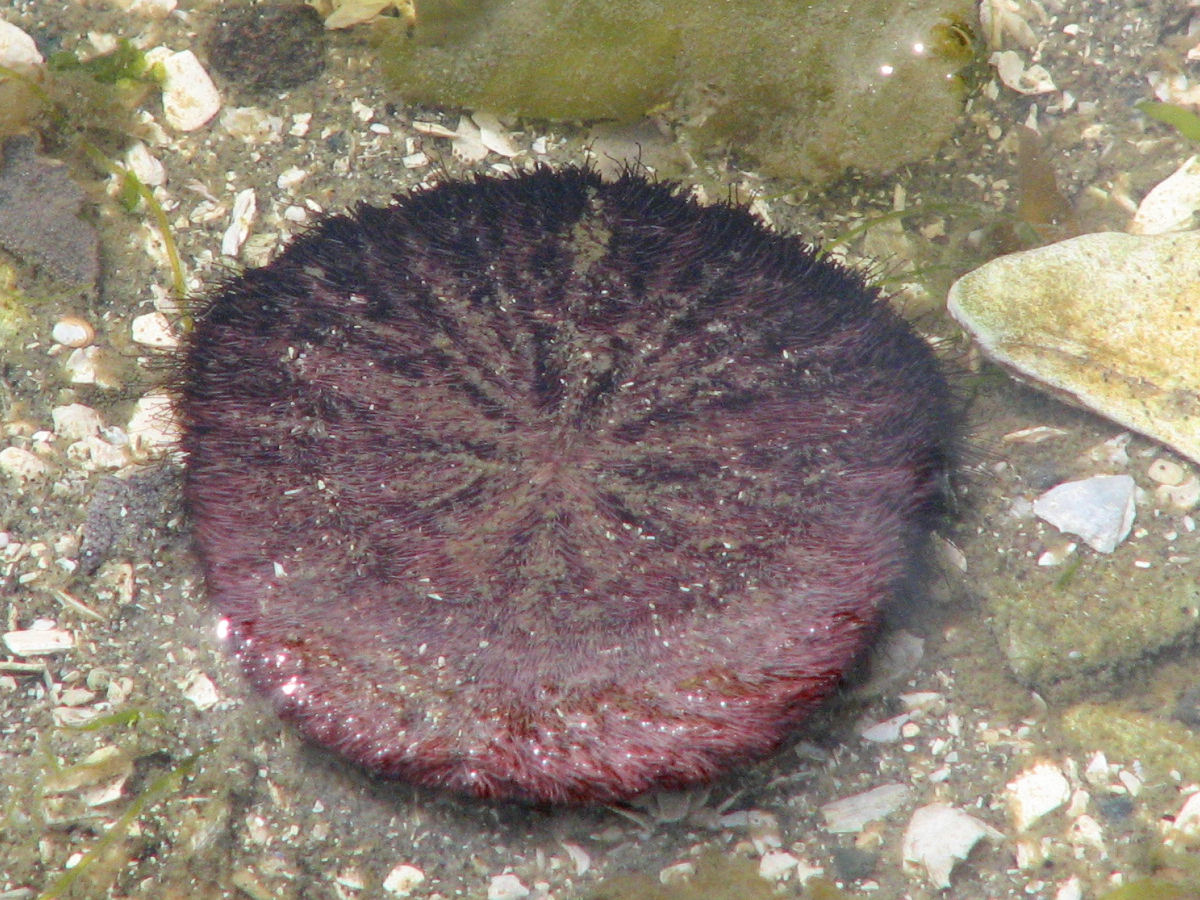